# Saint-Cirgues-sur-Couze
 Saint-Cirgues-sur-Couze  là một xã ở tỉnh Puy-de-Dôme trong vùng Auvergne-Rhône-Alpes miền trung nước Pháp.